# Turisas
Turisas — Фолк-метал группа из Финляндии. Название Turisas пошло от имени персонажа эпоса Калевала Tursas (а также от одной из рун Одина — Thurisaz). 
Группа сочетает фолк-метал с элементами других жанров — симфоник-метала, викинг-метала, пауэр-метала. Лидер группы, вокалист Матиас Нюгард, чередует чистый и брутальный вокал, а в концертный состав группы, помимо прочего, входят скрипач и баянист. Некоторые критики называют стиль, в котором играет группа, Battle metal — по названию первого альбома группы. Тексты группы посвящены средневековым воинам, викингам, пиратам, а также просто героизму и мужеству.

## История

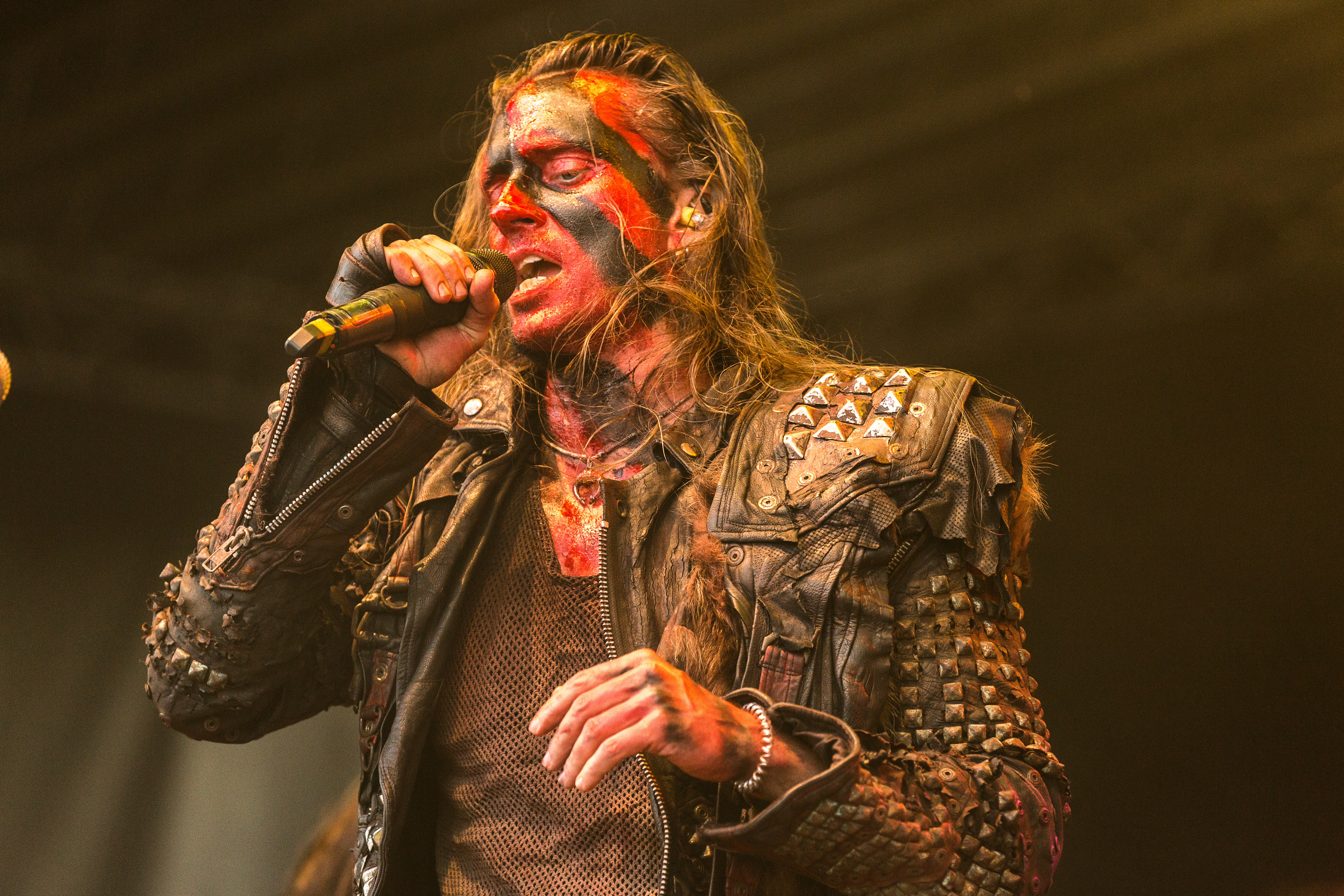
Вокалист Матиас Нюгард: основатель, лидер и основной автор песен группы

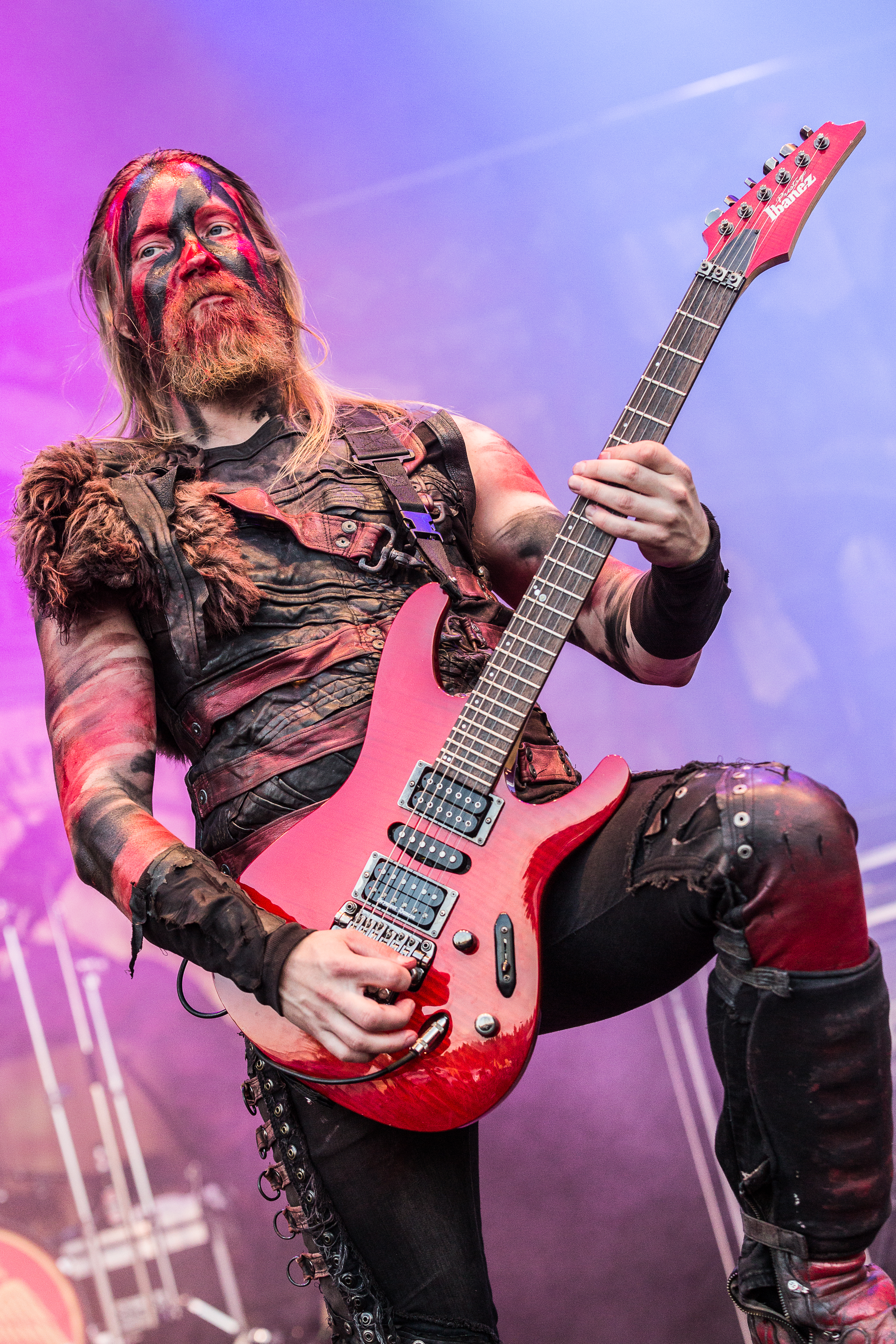
Гитарист Юсси Викстрём, второй основатель группы

Музыкальный коллектив Turisas был образован в 1997 году Матиасом Нюгардом (вокал) и Юсси Викстрёмом (гитара). Первый полноформатный альбом Battle Metal вышел в 2004 году на Century Media и представлял собой смесь фолк-метала с элементами скоростного и энергичного пауэр-метала. Гитарист Георг Лааксо, игравший на этом альбоме, в 2005 году получил травму позвоночника в автомобильной аварии и вынужден был оставить музыку. Замены ему так и не нашли, и с тех пор в группе только один гитарист.
В 2006 году, в ходе турне Bringing Back The Balls To UK, которое началось 6 октября 2006 года в Ноингеме, Turisas выступали на разогреве у известной хэви-металлической группы Lordi.
В конце ноября 2006 года в студии Sound Supreme записала свой второй полноформатный альбом The Varangian Way («Путь из варяг в греки»), вышедший в 2007. Это концептуальный альбом, рассказывающий о путешествии отряда варягов через древнюю Русь в Константинополь. Каждая песня рассказывает о каком либо этапе пути: Ладога, Новгород, Киев, пороги Днепра, Чёрное море итд. В текстах, написанных по-английски, использовались старинные скандинавские названия этих мест (Хольмгард, Миклагард, Альдгейю). Музыка также стала более тяжёлой и размеренной, продемонстрировав влияние викинг-метала.
В том же году Turisas записали и выпустили синглом кавер-версию на композицию Rasputin группы Boney M. На сингл вошел видеоклип на эту песню, снятый режиссёром Vesa-Matti Vainio.

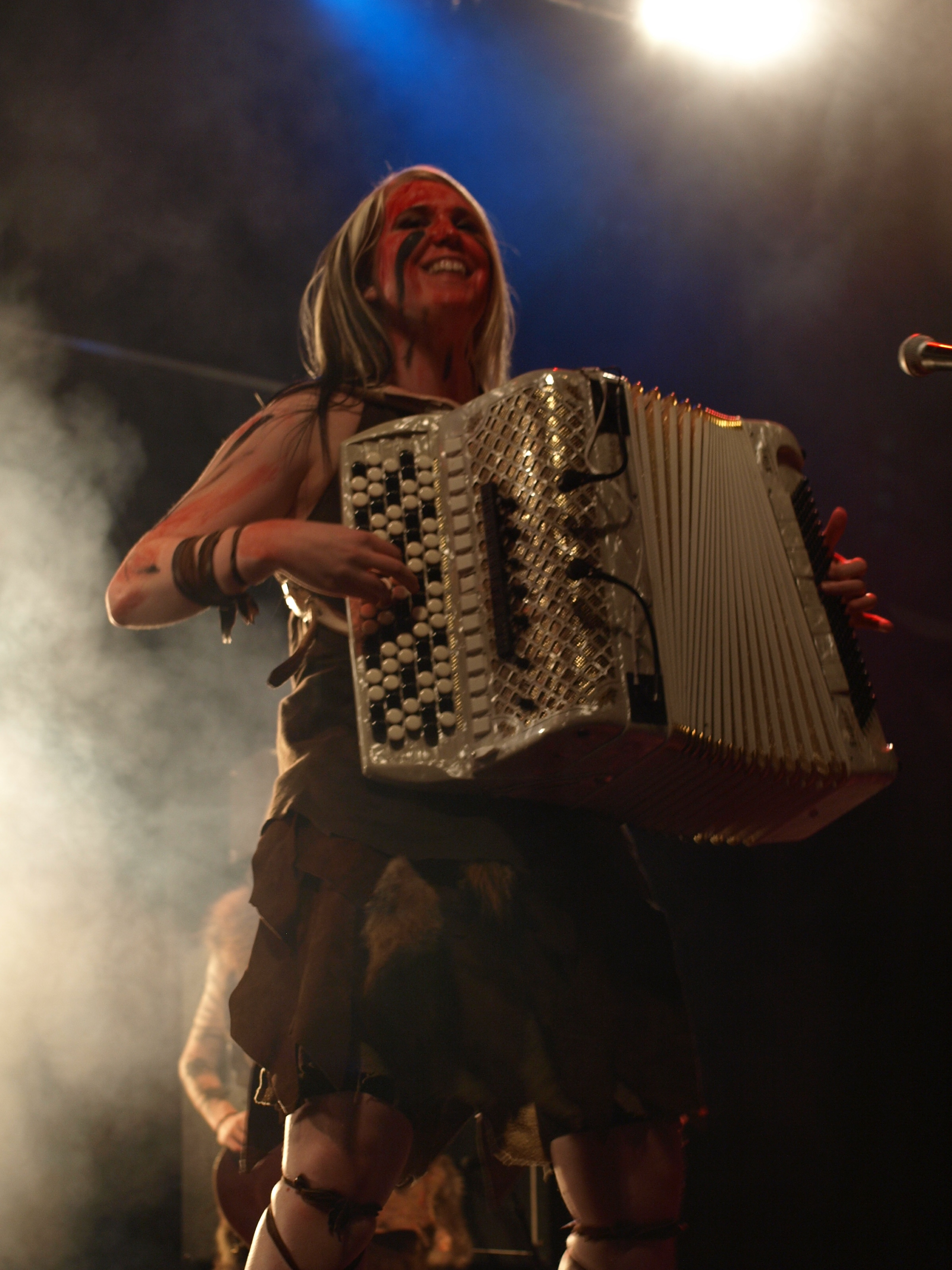
Баянистка Нетта Ског

В 2007 году из группы ушел клавишник Антти. Вместо того, чтобы искать нового клавишника, Turisas пошли на эксперимент и пригласили в состав скрипача Олли Вянска. Еще одна вынужденная замена произошла годом позже. В 2008 году во время тура по Голландии, в Амстердаме пропал без вести баянист группы Лиско (Янне Мяккинен). Его заменила баянистка Нетта Ског.
23 ноября 2009 года региональное правительство провинции Хме вручило музыкантам Turisas премию Culture Award 2009. С 1991 года приз в этой номинации ежегодно присуждается человеку, живущему и работающему в Хме за экстраординарные культурные достижения. В частности, Turisas были поощрены за «новый вид креативного искусства в Хме», а также «создание новой и свежей международной культуры, используя старые традиции».

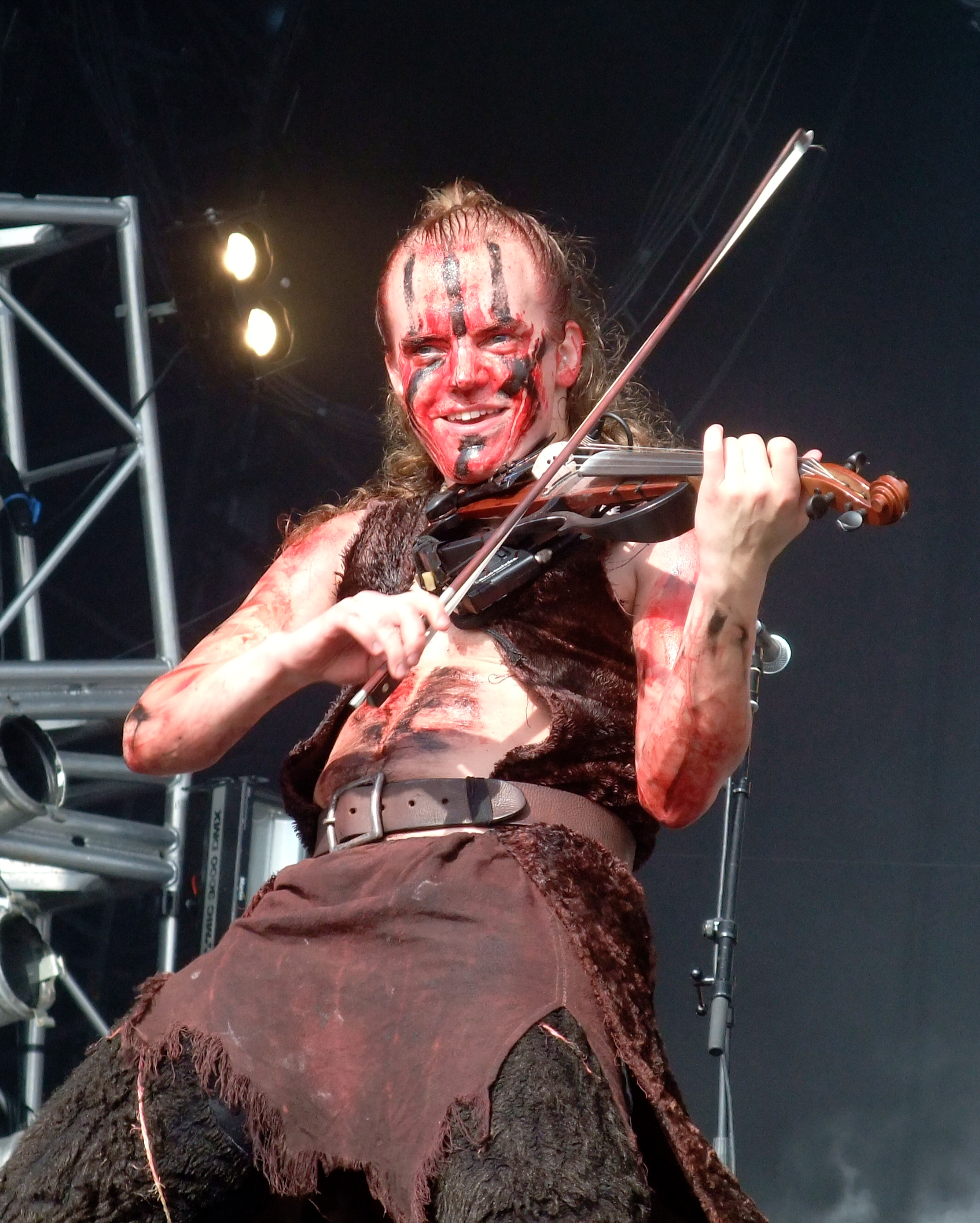
Скрипач Олли Вянска

В 2011 году был выпущен альбом Stand Up and Fight, продолжение The Varangian Way, на котором группа продемонстрировала уклон в сторону симфоник-метала: в записи альбома использовались оркестр и хор. В альбоме присутствуют 2 кавера: Jethro Tull — «Broadsword» и Black Sabbath — «Supernaut». Ближе к концу года наметилась смена состава. Ушли из группы басист Ханнес Хорма и баянистка Нетта Ског, последняя объяснила свой уход желанием учиться музыке. На место ушедших пришли басист Юкка-Пекка Метинен и клавишник Роберт Энгстранд (отныне партии баяна исполняются на синтезаторе). В ноябре 2012 года из группы ушли Юкка-Пекка Метинен и Туомас Лехтонен. Для нового альбома ударные записывает Яакко Якку, партии баса — Йеспер Анастасиадис. В начале 2014 года место Энгстранда занял Каспер Мартенсон.
В 2013 году группа выпустила альбом Turisas2013. В нём группа ещё дальше отошла от традиционного фолк-метала. Тематика текстов также изменилась: на этом альбоме преобладает социально-протестная лирика о современных проблемах, и только несколько отдельных песен посвящено историческим войнам. На песню Ten More Miles был снят клип, в котором сравнивалась жизнь современного офисного работника и жизнь викинга. После выхода этого альбома группа длительное время не записывала нового материала, но продолжала гастролировать со старым.
В 2019 году группу по семейным причинам покинул постоянный скрипач Олли Вянска. Его место заняла южноафриканка Кейтлин Де Вилль, ранее выступавшая сольно. Тогда же на место клавишника вернулся Энгстранд. С их участием группа провела тур 2019 года.

## Дискография

### Альбомы
- 2004 — Battle Metal
- 2007 — The Varangian Way
- 2011 — Stand Up and Fight — Альбом года Finnish Metal Expo
- 2013 — Turisas2013

### Синглы
- 2007 — To Holmgard and Beyond
- 2007 — Rasputin
- 2010 — Supernaut
- 2010 — Stand Up and Fight
- 2013 — For Your Own Good

### DVD
- 2008 — A Finnish Summer with Turisas

### Демо-альбомы
- 1998 — Taiston Tie — The Battle Path
- 1999 — Terra Tavestorum
- 2001 — The Heart of Turisas

## Видеоклипы
- «Rasputin» (2007)
- «Battle Metal» (2008)
- «Stand Up and Fight» (2011)
- «Ten More Miles» (2013)

## Состав

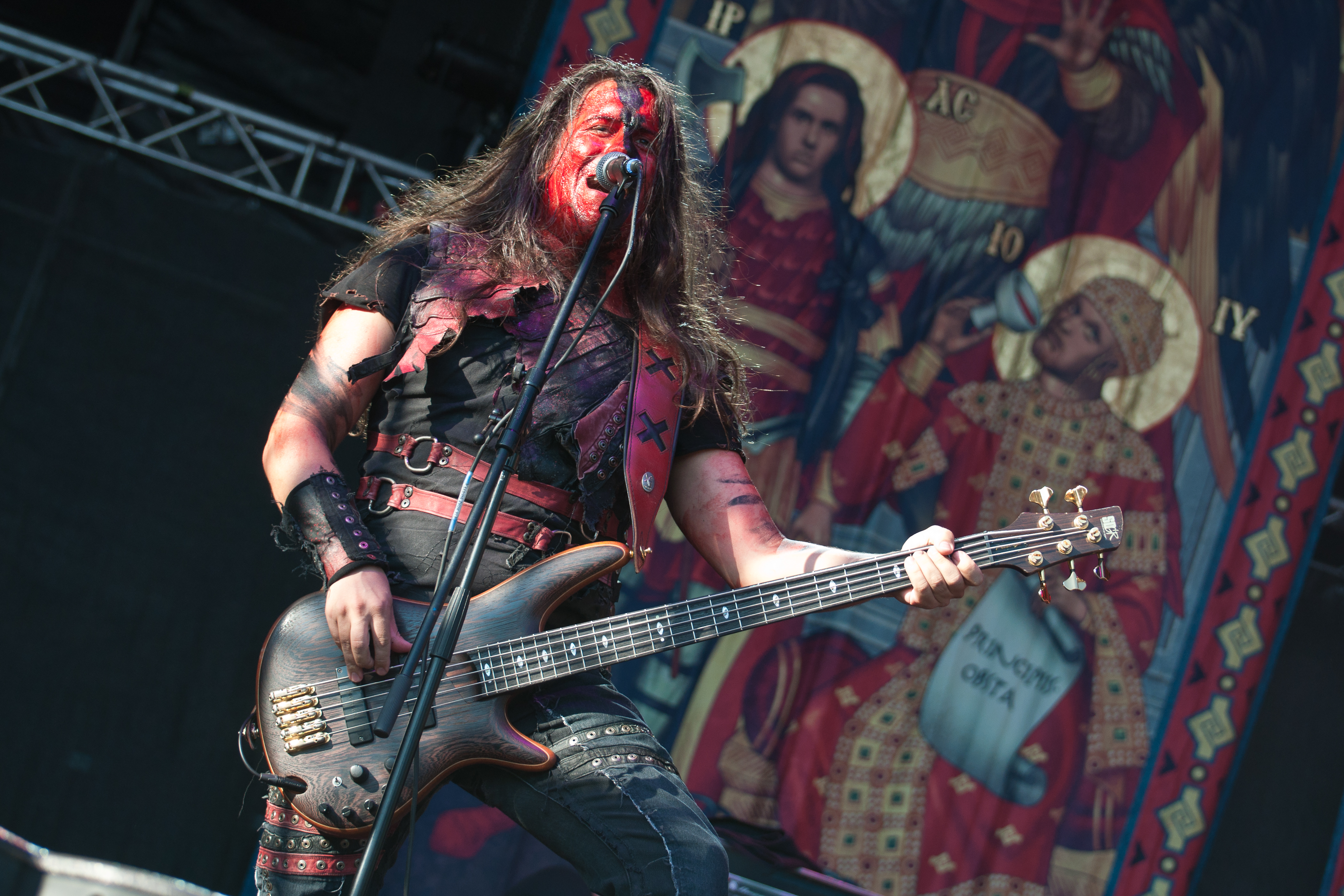
Басист Йеспер Анастасиадис на фоне декораций, оформленных в «византийском» стиле. Немалая часть песен группы посвящена Византии

### Действующий состав
- Маттиас «Warlord» Нюгард — вокал (с 1997)
- Юсси Викстрём — гитара (с 1997)
- Яакко Якку — ударные (с 2012)
- Йеспер Анастасиадис — бас-гитара (с 2012)
- Роберт Энгстранд — клавишные (2011—2014, с 2019)
- Кейтлин Де Вилль — скрипка (с 2019)

### Бывшие участники
- Антти Вентола — клавишные (1997—2007)
- Олли Вянска — скрипка (2007-2019)
- Георг Лааксо — гитара (1999—2006)
- Ари Каркайнен — гитара (1997—1999)
- Сами Аарнио — бас-гитара
- Тино Ахола — бас-гитара
- Микко Тормикошки — бас-гитара
- Янне Лиско Мяккинен — баян (2007—2008)
- Ханну Хорма — бас-гитара (2007—2011)
- Нетта Ског — баян (2008—2011)
- Туомас Лехтонен — ударные (1997—2012)
- Юкка-Пекка Метинен — бас-гитара (2011—2012)

### Общие сведения
- Century Media Records
- Студийный дневник группы, писавшийся во время записи второго альбома на форуме Ultimate Metal Forum  (англ.)
- Turisas на MusicMight (англ.)

### Интервью
- Интервью с Mathias Warlord Nygard на Darkside.ru  (рус.)